# كنار بل (مقاطعة فسا)
كنار بل (بالإنجليزية: Sakhteman-e Konarpol)‏ هي human-geographic territorial entity تقع في فارس في إيران.